# Мелдерис, Янис Эмильевич
Янис Эмильевич Ме́лдерис (латыш. Jānis Melderis; 4 апреля 1938) — советский и латвийский актёр театра и кино.

## Биография
Янис Мелдерис родился 4 апреля 1938 года в Риге в семье скульптора Эмиля Мелдериса и художницы Хермины Мелдерите. Братья — архитектор Гедертс Мелдерис и художник Имантс Мелдерис, сестра — музыкальный педагог Майя Берзиня.
Окончил 4-ю Рижскую среднюю школу (1958) и актёрскую студию Государственного художественного театра им. Я. Райниса (1962).
Работал актёром Лиепайского государственного театра (1962—1971) и (1974—1978), Государственного художественного театра им. Я. Райниса (1972—1974). С начала восьмидесятых годов преподавал актёрское мастерство в Школе практической эстетики Видземского предместья города Риги.
Много снимался в кино, в основном в ролях разнообразных немецко-фашистских офицеров (дебютировал в роли Роденштока в приключенческом фильме режиссёра Ады Неретниеце «Циклон» начнётся ночью (1966).

## Творчество

### Роли в театре

#### Лиепайский театр
- 1963 — «Такая любовь» Павла Когоута — Пётр Петрус
- 1964 — «Много шума из ничего» Уильяма Шекспира — Клаудио
- 1964 — «Каменистый путь» по роману Вилиса Лациса — Роберт Ливиньш
- 1965 — «Ранняя ржавчина» по роману Элины Залите — Итало
- 1967 — «Кумир толпы» по роману Вилиса Лациса — Эдвинс Лидумниекс
- 1968 — «Принц и нищий» по роману Марка Твена — Майлс Гендон
- 1970 — «Три мушкетёра» по роману Александра Дюма-отца — д’Артаньян
- 1971 — «Дети Ванюшина» С. А. Найдёнова — Константин
- 1974 — «Аферист Мёбиус» по пьесе Вальтера Газенклевера — Мёбиус
- 1976 — «Забавные истории придорожной корчмы» М. Тетере — Портной

#### Художественный театр им. Я. Райниса
- 1972 — «Земля обетованная» Уильяма Сомерсета Моэма — Фрэнк Тэйлор
- 1972 — «Просто одиножды один» Венты Виганте — Эдмундс
- 1973 — «Я — не Эйфелева башня» Е. Опрою — Рассеянный господин
- 1974 — «Прежде чем пропоёт петух» Ивана Буковчана — Бродяга

### Фильмография
- 1966 — «Циклон» начнётся ночью — Роденшток
- 1967 — Арена — комендант
- 1967 — Незабываемое — Людвиг Краузе
- 1967 — В предрассветной дымке — Арнис
- 1969 — Гладиатор — эпизод
- 1970 — Республика Вороньей улицы — Артур
- 1971 — Город под липами
- 1972 — Хроника ночи — пилот
- 1972 — Улица без конца — Дэвис
- 1972 — На углу Арбата и улицы Бубулинас — Александракис
- 1973 — Шах королеве бриллиантов — Волдемар Лапиньш
- 1975 — Ключи от рая — Озолинь
- 1975 — День возмездия — Лауринас
- 1979 — Ждите связного — Нетцер
- 1980 — Синдикат-2 — Пинка
- 1980 — Корпус генерала Шубникова — Хюбнер
- 1980 — Братья Рико — Ник Кармине
- 1980 — «Мерседес» уходит от погони — майор Дитрих
- 1984 — Действуй по обстановке! — полковник Кносберг
- 1984 — Господин Великий Новгород — немецкий генерал
- 1985 — Одиночное плавание — Фрэнк Краудэр
- 1985 — Контрудар
- 1986 — Постарайся остаться живым — Кюль, гауптштурмфюрер СС
- 1989 — Сталинград